# Watermanagementcentrum Nederland

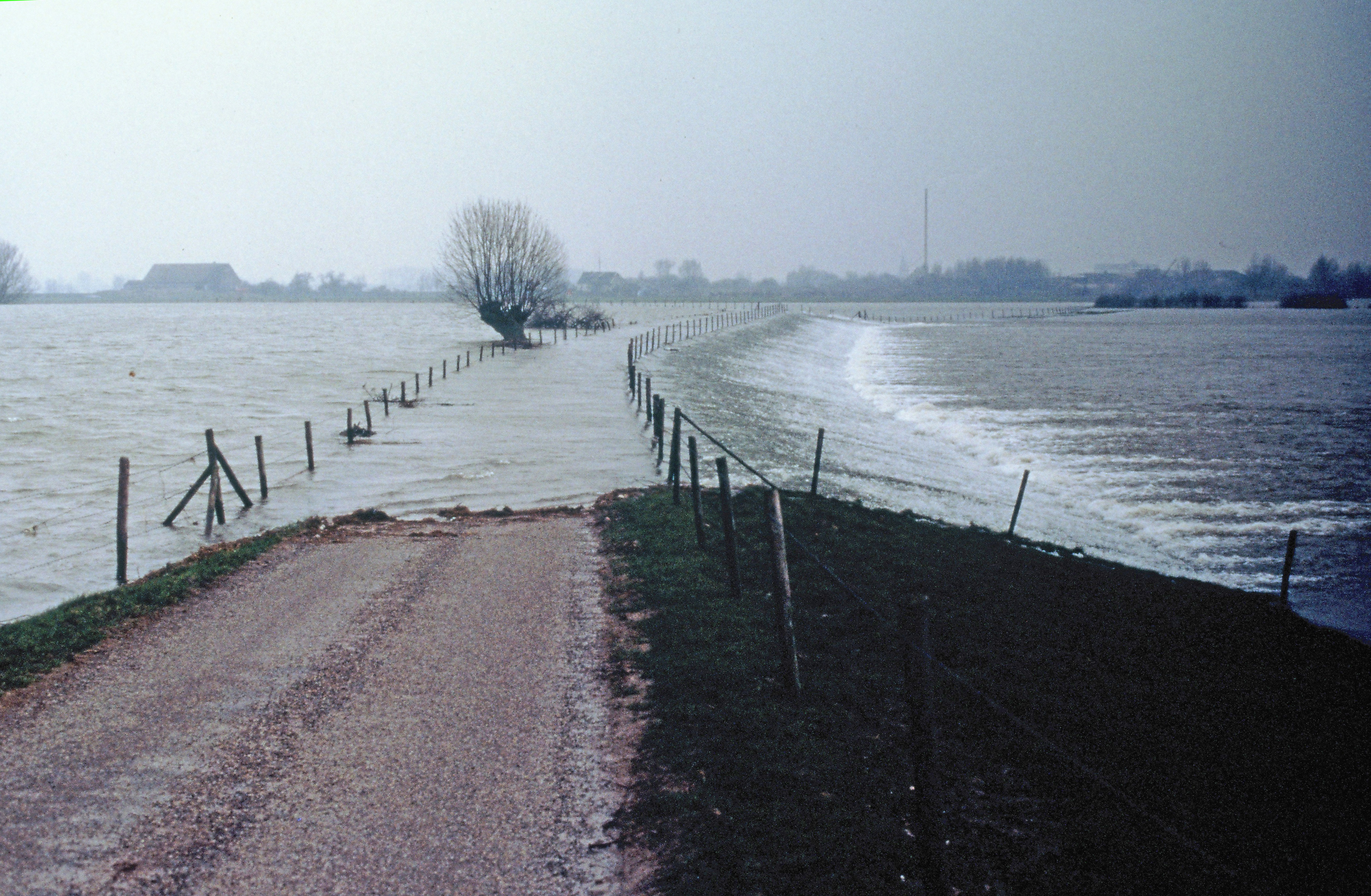
Hoogwater in Nederland, 1993

Het Watermanagementcentrum Nederland (WMCN) is in 2010 opgericht als onderdeel van Rijkswaterstaat en (daarbinnen van de dienst RWS Verkeer- en Watermanagement) waarin kennis en informatie over de Nederlandse wateren is gebundeld. Hiermee levert het Watermanagementcentrum een bijdrage aan het beheer van de wateren in Nederland. Het Watermanagementcentrum is een van de drie netwerkcentra bij Rijkswaterstaat (daarnaast kent men het Verkeerscentrum Nederland (VCNL) en het ScheepvaartVerkeersCentrum (SVC)).
Binnen het Watermanagementcentrum zijn de oude diensten Stormvloedwaarschuwingsdienst (oorspronkelijk de SVSD), Infocentrum Binnenwateren, Waarschuwingsdienst IJsselmeergebied (WDIJ), Hoogwatergroep, IJsberichtgeving, Calamiteiten Team Waterkering (CTW), de Alarmgroep, Helpdesk Water en landelijke coördinatiecommissies opgegaan.

## Informatieverstrekking
Het Watermanagementcentrum verzorgt de dagelijkse berichtgeving voor gebruikers van de Nederlandse wateren, zoals waterstanden, overstromingsgevaar en (zwem)waterkwaliteit.
Ook publiceert men de Droogteberichten van de Landelijke Coördinatiecommissie Waterverdeling.

## Onderdelen
Het Watermanagementcentrum bestaat uit de volgende onderdelen:

#### Waterkamer
De Waterkamer verzorgt, in samenwerking met de waterbeheerders, het KNMI en de regionale berichtencentra van Rijkswaterstaat, de landelijke berichtgeving over waterkwantiteit en -kwaliteit, zoals: 
- De waterstanden;
- De scheepvaartberichten (in opdracht van het ScheepVaarVerkeersCentrum);
- De ijsberichten;
- Hoogwater en stormberichten.

#### Landelijke coördinatiecommissies
Er zijn binnen het WMC drie verschillende commissies: 
- De Landelijke Coördinatiecommissie Overstromingsdreiging (LCO), die verantwoordelijk is voor het vroegtijdig waarschuwen voor verhoogde overstromingkansen en het informeren over de bedreigde gebieden.
- De Landelijke Coördinatiecommissie Waterverdeling (LCW) die bij een langere periode van droogte en een lage afvoer van rivieren, dus wanneer de vraag naar water groter is dan het aanbod, adviseert over maatregelen om het beschikbare water te verdelen.
- De Landelijke Coördinatiecommissie Milieuverontreiniging Water (LCM) die bij een melding van een nucleaire, biologische of chemische water verontreiniging, zoals een lozing die de waterkwaliteit

ernstig in gevaar kan brengen, adviseert over eventuele maatregelen om nadelige gevolgen voor het aquatische milieu te beperken.

#### Ontvangst & Presentatie
De publieksruimte in Lelystad die in 2012 gereed moet zijn.

#### Training & Innovatie
De trainings- en innovatieruimte in Lelystad die in 2012 gereed moet zijn.